# Chromany
Chromany jsou soli odvozené od kyseliny chromové, vzniklé nahrazení obou kyselých vodíků. Vzorec chromového aniontu je CrO 2−
4 . Chrom se nachází v oxidačním čísle 6. Chromany jsou středně silnými oxidačními činidly.
Dichromany jsou soli kyseliny dichromové. Mezi nejdůležitější soli patří dichroman draselný K2Cr2O7 používaný v analytické chemii. Dichroman amonný je termicky nestabilní, čehož se využívá při chemickém pokusu označovaném jako sopka:
(NH4)2Cr2O7 → N2 + Cr2O3 + 4 H2O
Dichromany se připravují reakcí kyseliny dichromové a hydroxidu, např.:
H2Cr2O7 + 2KOH → 2H2O + K2Cr2O7

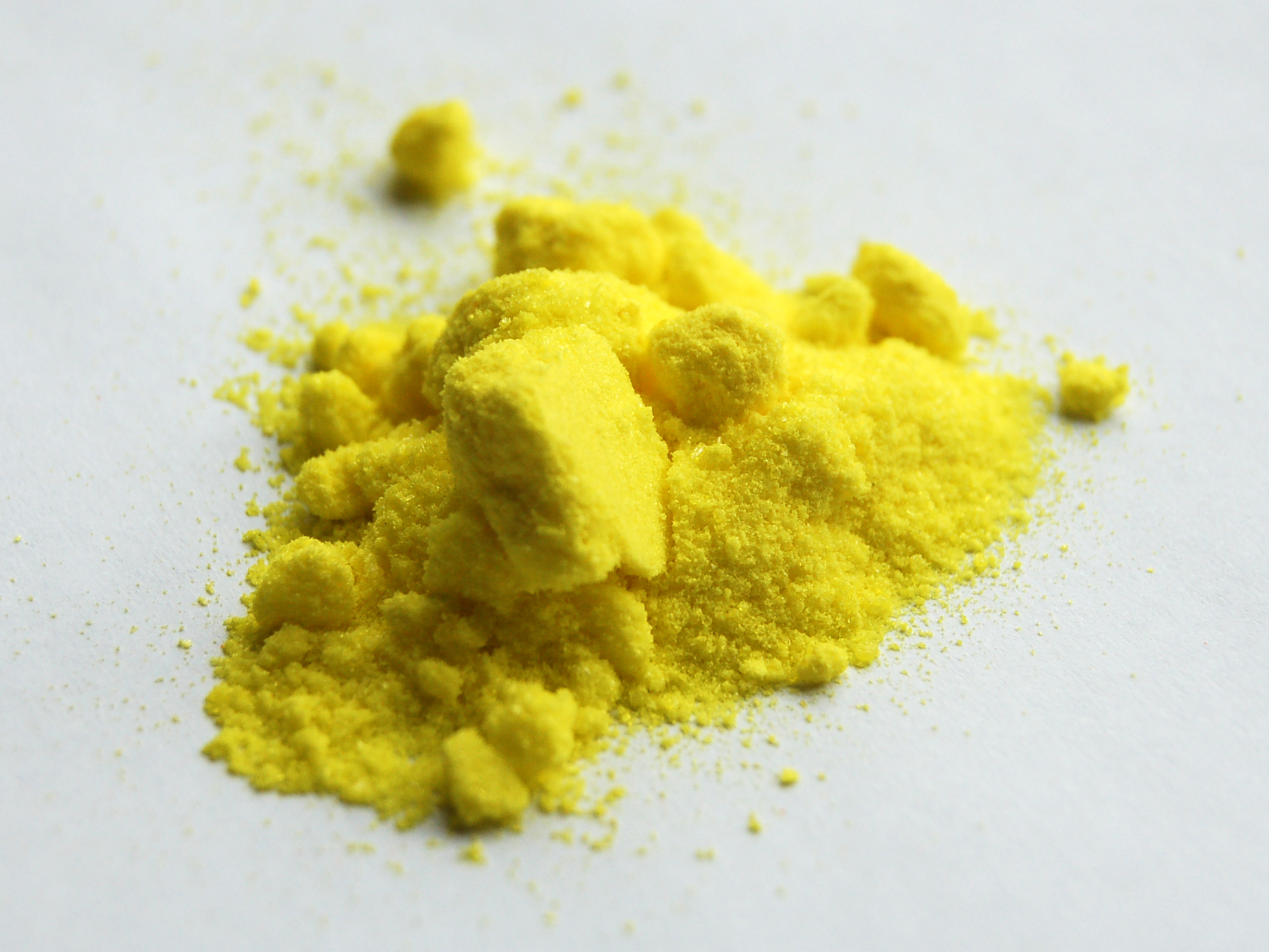
Chroman draselný, K2CrO4
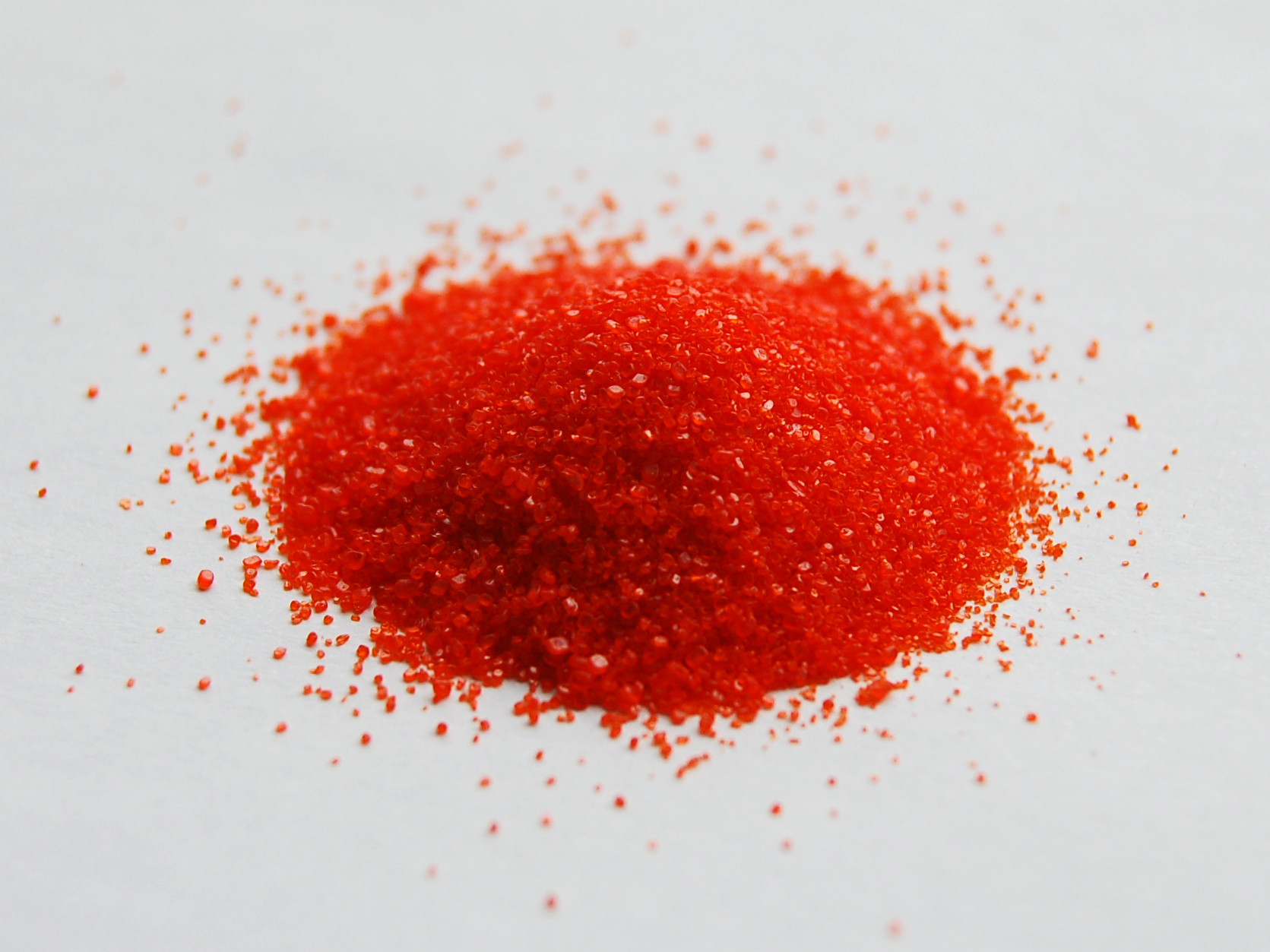
Dichroman draselný, K2Cr2O7
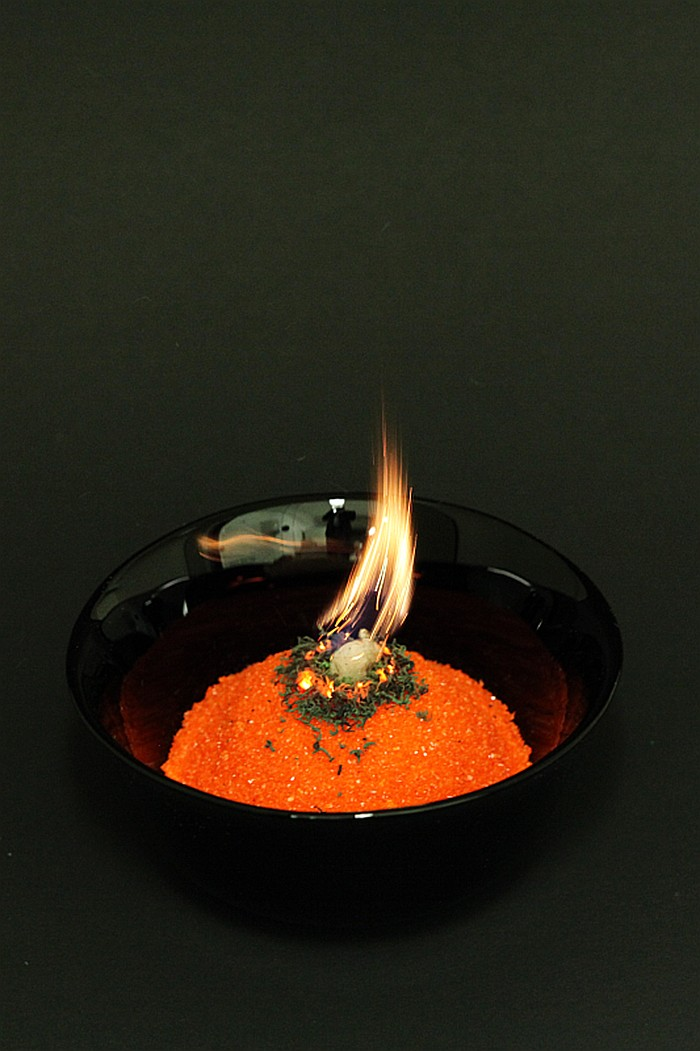
Termický rozklad dichromanu amonného (sopka)